# Parlozi
Parlozi (cyr. Парлози) – wieś w Bośni i Hercegowinie, w Republice Serbskiej, w gminie Teslić. W 2013 roku liczyła 63 mieszkańców.